# Intraoculaire lens

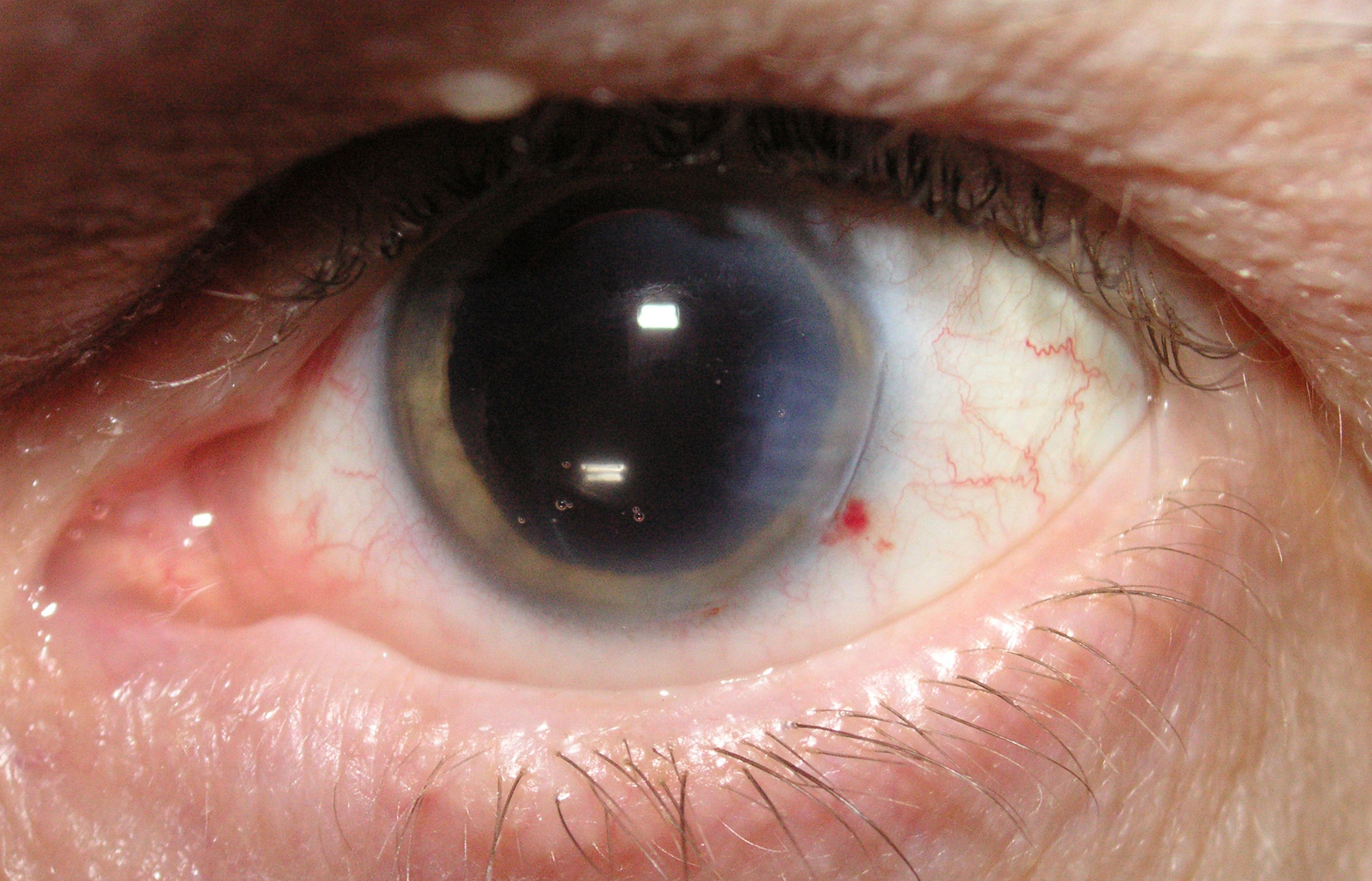
Oog met geïmplanteerde kunstlens. Rechts van de (vergrote) pupil is de incisie nog zichtbaar (klik op de foto voor een vergrote weergave).

Een intraoculaire lens (IOL), ook wel implantaatlens of kunstlens genoemd, is een in het menselijk oog geïmplanteerde kunstlens, die gewoonlijk de oorspronkelijke lens vervangt omdat deze troebel is geworden ten gevolge van een cataract, of die deze lens aanvult om sterke lensafwijkingen te corrigeren. Hij bestaat gewoonlijk uit een lensje van kunststof, met twee plastic armpjes om hem binnen het lenskapsel op zijn plaats te houden. Oorspronkelijk werden IOL’s gemaakt van niet-flexibel materiaal (polymethylmethacrylaat (PMMA), ook bekend onder handelsnamen als Perspex, Plexiglas, e.d.), maar tegenwoordig worden er meer flexibele materialen voor gebruikt. De meeste IOL’s hebben een vaste sterkte, geschikt voor veraf zien. Maar er zijn ook IOL’s met meerdere sterktes, bijvoorbeeld voor veraf zien én voor lezen. Ook zijn accommoderende IOL’s in ontwikkeling, waarmee men tot op zekere hoogte kan scherpstellen, vergelijkbaar met de oorspronkelijke ooglens.
Het inbrengen van een IOL als behandeling van cataract is tegenwoordig een van de meest verrichte oogoperaties, in Nederland ca. 150.000 maal per jaar (2010) en in België ca. 80.000 maal per jaar. De operatie, die ongeveer 15 minuten duurt, kan onder lokale anesthesie worden verricht, waarbij de patiënt gedurende de operatie bij kennis is. Doordat flexibele IOL’s worden gebruikt, kunnen deze in opgerolde toestand worden ingebracht, zodat slechts een kleine incisie nodig is (2,5 à 3 mm) en er geen hechtingen nodig zijn.

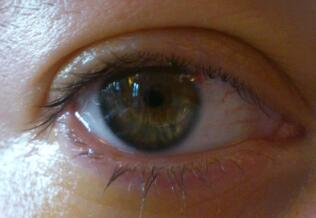
Foto van oog na implantie van een PIOL (Phakic IntrOculaire Lens), type Artiflex, ongeveer 24 uur na de operatie. De lens is in de voorste oogkamer geplaatst, de eigen lens is hierbij behouden. De pupil is nog klein door voor de operatie toegediende medicatie.

Een minder gebruikelijke implanteerbare lens is de Phakic IntraOculaire Lens (PIOL), waarbij de nieuwe lens voor de eigen ooglens wordt geplaatst. De eigen ooglens wordt hierbij dus behouden (phakic verwijst hiernaar). Het voordeel is dat het accommodatievermogen van de patiënt niet wordt aangetast. Dit type lens kan in de voorste oogkamer worden geplaatst (tussen het hoornvlies en de iris) en in de achterste oogkamer (tussen de iris en de eigen lens). Tegenwoordig worden de meeste lenzen in de voorste oogkamer geplaatst, omdat dit minder kans geeft op complicaties. PIOL-operaties worden aanbevolen bij brildragende mensen die geen last hebben van staar en bij wie het accommodatievermogen van de eigen lens naar behoren functioneert.

## Geschiedenis

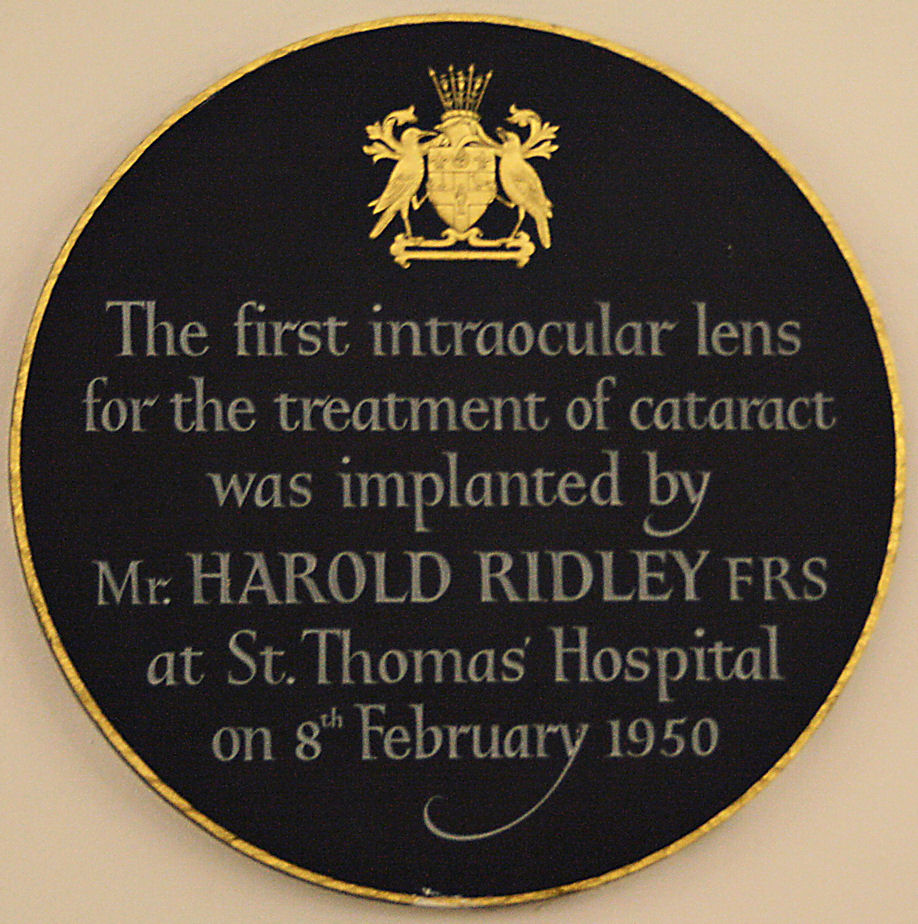
Plaquette voor de eerste permanente plaatsing van een intraoculaire lens op 8 februari 1950

De Londense oogarts Harold Ridley was in 1950 de eerste die met succes een IOL plaatste. Deze eerste IOL was gemaakt van Perspex (polymethylmethacrylaat, PMMA). Beweerd wordt dat Ridley op het idee van een intraoculaire lens kwam nadat een assistent hem vroeg waarom hij geen kunstlens plaatste als de ooglens wegens staar verwijderd werd. Het idee om PMMA te gebruiken kwam later, nadat Ridley piloten van de Britse luchtmacht had gezien die splinters van stukgeschoten cockpitkappen in hun oog hadden gekregen. Deze splinters bleken daar niet te zijn aangetast. Dit materiaal bleek geen infecties te veroorzaken en niet door het lichaam te worden afgestoten. Hij concludeerde dat het dus geschikt zou kunnen zijn voor implantaten. Het duurde nog tot de jaren 1970 voordat intraoculaire lenzen voor cataractoperaties breed werden geaccepteerd, nadat het lensontwerp en de operatietechnieken verder waren verbeterd.
Er zijn tegenwoordig ook torische IOL’s, waarmee astigmatisme kan worden gecorrigeerd.
Daarnaast bestaan er licht-instelbare IOL’s (light-adjustable lenses, LAL), waarvan na implantatie de sterkte door middel van bestraling met ultraviolet licht ingesteld kan worden. Hiermee zijn nacorrecties behaald van ca. 0,25 dioptrie.

## Materialen voor intraoculaire lenzen
Polymethylmethacrylaat (PMMA) was het eerste materiaal dat met succes werd toegepast voor IOL’s. Technische verbeteringen leidden tot lenzen van siliconen en van zachte acrylaten. Beide zijn inert, en ze zijn zacht genoeg om te kunnen worden opgerold. Daardoor kunnen de lenzen door een veel kleiner incisie worden ingebracht. Tegenwoordig worden vaak IOL’s met een lichtgele tint geïmplanteerd, die evenals heldere IOL's een UV-blokker bevatten UV-licht. Gele IOL's mogen niet worden toegepast bij piloten en luchtverkeersleiders en verstoren mogelijk het dag-nachtritme.

## Toepassing van intraoculaire lenzen
IOL’s worden vooral gebruikt ter vervanging van de oorspronkelijke ooglens in geval van cataract.
Sinds 1999 worden intraoculaire lenzen ook gebruikt voor het corrigeren van ernstiger vormen van bijziendheid, verziendheid of astigmatisme. Als in dergelijke gevallen de oorspronkelijke ooglens wordt verwijderd, wordt de operatie Clear Lens Extraction And Replacement (extractie en vervanging van de heldere lens) ofwel CLEAR genoemd. Deze operatie verloopt op dezelfde wijze als een cataractoperatie, en het herstel duurt ook even lang. De CLEAR-operatie kan echter alleen worden uitgevoerd op patiënten van 40 jaar en ouder.
Is de oorspronkelijke ooglens vervangen door de IOL, zoals bij een cataract- of een CLEAR-operatie, dan spreekt men van pseudofakie of een pseudofakische IOL. Is de IOL toegevoegd aan de oorspronkelijke lens, dan is er sprake van een fakische intraoculaire lens (PIOL, van Engels phakic intraocular lens). Bij het geheel ontbreken van een lens – zoals bij de klassieke „staarsteek”, waarbij de gehele lens verwijderd wordt zonder hem te vervangen – spreekt men van afakie.
De termen fakisch, pseudofakisch en afakisch zijn afgeleid van het Griekse woord φακός (fakos), ‘lens’.

## Multifocale en accommoderende IOL's
Een van de grote nadelen van conventionele IOL’s is dat zij alleen geschikt zijn voor veraf zien. Hoewel patiënten na een IOL-implantatie geen last meer hebben van vertroebeld zicht ten gevolge van cataract, kunnen zij niet meer accommoderen, dat wil zeggen scherpstellen op andere afstanden dan veraf. Dit komt neer op een volledige presbyopie. De patiënt heeft dus een leesbril nodig.
Er zijn echter ook multifocale intraoculaire lenzen beschikbaar, waarmee men op verschillende afstanden scherp kan zien. Er zijn twee varianten van dit type lens, te weten refractieve en diffractieve lenzen. De refractieve lens bestaat uit een soort fresnellens, waarvan de ringen afwisselend twee verschillende sterktes vertegenwoordigen. De diffractieve IOL maakt daarnaast gebruik van het principe van de fresnel-zoneplaat, die niet op breking, maar op interferentie berust.
In ontwikkeling zijn accommodeerbare IOL’s, die zich instellen op de gewenste afstand. Hierbij wordt gebruikgemaakt van de bestaande accommodatiespiertjes. Presbyopie is immers een gevolg van het star worden van de ooglens; de accommodatiespiertjes blijven in beginsel gewoon actief.
In Nederland worden deze multifocale en accommoderende IOL’s door de ziektekostenverzekering vooralsnog niet vergoed.